# Ivica Luetić
Ivica Luetić (Skoplje, 23. travnja 1933. − Split, 12. ožujka 2019.), hrvatski novinar

## Životopis
Rodio se je 23. travnja 1933. u Skoplju u obitelji podrijetlom je iz Župe Biokovske. Od 1961. se godine bavio novinarstvom. Pisao kaostalni i privremeni suradnik u Fokusu, Sportskim novostima, Zadrugaru, Vikendu, Večernjim novostima, Glasu Slavonije, Novom listu. Bio je dopisnikom Hrvatskoga katoličkoga radija, Informativne katoličke agencije te je pisao za Glas Koncila, Hrvatski fokus, Hrvatsko slovo, Vijenac, Slobodnu Dalmaciju i dr.
U Domovinskom ratu je izvješćivao s bojišta a izvješća je pisao za Glas Slavonije. Istaknuo se profesionalnim načinom izvješćivanja. Pratio je kulturna zbivanja. Nije bilo važnijeg kulturnog događaja u Splitu o kojem nije izvješćivao. Cijelo je desetljeće bio suradnikom uredništva kulture Hrvatskoga katoličkog radija. I za Glas Koncila je pratio kulturna zbivanja. Bio je jedan od najstarijih terenskih novinara u Hrvatskoj. Od početka djelovanja Hrvatske udruge Benedikt redovito je pratio aktivnosti i događanja udruge te o istima izvješćivao javnost. Sebe je volio nazvati "domoljubac". Volio je Hrvatsku i ponosio se je Hrvatskom i bio beskrajno sretan izborenom slobodom.
Bio je član Hrvatskog društva katoličkih novinara.

## Nagrade i priznanja
- 2002. godine spomen medalja Udruge ratnih veterana Hrvatski domobran Hrvatskoj vjerni sinovi.[3]
- 2012. godine dobio je osobnu godišnju nagradu Splitsko-dalmatinske županije.[1]
- 2017. godine dobio je Nagradu za životno djelo koja se dodjeljuje u povodu Dana grada Splita i blagdana sv. Dujma. Nagrada mu je dodijeljena za dugogodišnji rad u novinarstvu, a posebno za doprinos promicanju kulture, religije i drugih društvenih zbivanja. Nagradu za životno djelo Ivica Luetić je darovao supruzi Ankici, kazavši da je ona to najviše zaslužila jer ga je podupirala u radu.[1]

## Vanjske poveznice
- IKA

- HRT  Arhivirana inačica izvorne stranice od 10. svibnja 2019. (Wayback Machine)

- Hrvatski fokus  Arhivirana inačica izvorne stranice od 10. svibnja 2019. (Wayback Machine)

- Glas Koncila